# Сокольников Артем
Сокольников Артем Андреевич - Русский (Уфимский) ученный по прозвищу "Летутель"
1. ↑  Я. Сокольников Артем (рус.).